# 鈴之宮神社
鈴之宮神社（すずのみやじんじゃ）は、兵庫県小野市三和町にある神社である。社格は村社。登記上の宗教法人名称は鈴ノ神社（すずのじんじゃ）。小野市最古の石鳥居がある。

## 概要
主神の天忍穂耳命、御児は天津彦彦火瓊瓊杵尊（瓊瓊杵尊）、天児屋根命、天児太玉命を配祀し、この四命尊を祭祀する。1457年（長禄元年）、天津彦の尊は、天忍穂耳命の御児であり、若宮神社であるとの由。【播磨鑑】
1874年（明治7年）2月、村社格加列。例祭は10月9日。境内は425坪（1,287m2）。社殿、神殿、幣殿、拝殿、石鳥居など。石鳥居は、鈴之宮神社本殿の脇にまつられた竹ノ宮の前に建てられた高さ180cmの石造の鳥居である。取り替えられた石材があるものの、2本の柱は真ん中が膨らんだエンタシス状のもので、その古さをよく伝えている。掲げられた瓢箪形の額束の裏面には、「中原氏尚友　文明元己丑十二月廿日」と刻まれており、室町時代中頃の1469年（文明元年）に建てられたことがわかる。小野市においては、一番古い鳥居となっている。
また境内東に猿田彦神社（猿田彦尊）、西に山ノ口神社（養父山ノ口大明神）がある。氏子は、河合村三和の内中島一部落の戸数18戸。芳名録によれば改修工事に続き神殿と幣殿、拝殿を接合した。
1947年（昭和22年）、鈴之宮神社（祭神：天忍穂耳命）、竹之宮神社（祭神：天津彦彦火瓊瓊杵尊）、鍛冶之宮神社（祭神：大巳貴神）が合社。鈴之宮神社に祭神三和町全氏子が祭祀する。
2001年（平成13）年10月、神殿、幣殿、拝殿とも焼失。2002年（平成14年）、神社再興に着手。町内氏子70戸、他町40有余人の協力により神殿、幣殿、拝殿、石燈爐、狛犬、神殿玉垣を作成し、2003年（平成15年）竣工。
　

## 由来
- 元粟生町、近津神社が同町一文字山にあったが1331年（元弘元年）火災のため焼失し、山麓即ち現在の神社より約二丁北方の字七宮に建設する。1457年（長禄元年）、赤松政則の代の造営時、現今の社地に移転する。七宮とは若一神社、鍛冶之宮、鈴之宮、竹之宮、外三社の七社に分離したことによると云われる。【口碑】
- 祭神、五十鈴川の神話あり。又、鈴之宮、竹之宮、粟生村の近津の神社より勧請すと云う。【播磨鑑】
- 当社は往古粟生村近津神社火災の時、同社所蔵の金の鈴此の所に飛来り居たるを発見して之を祭祈したるものと云われる。【口碑】[3]

## その他
平成改元後（1989年～）頃は神社東側の古木にみみずくが生息し、「となりのトトロ」を彷彿とさせる雰囲気のある場所であった。2001年の焼失でそうした趣は失われ、みみずくも見られなくなった。

## 所在地
- 〒675-1357 兵庫県小野市三和町841

## 交通アクセス
- JR加古川線河合西駅より徒歩5分（407m）。
- らんらんバス河合小学校前バス停から徒歩3分（204m）[4]。小野市立河合小学校の南側に位置する。
- 神戸電鉄粟生線粟生駅より自動車10分。

## 周辺史跡・寺社
- 小野陣屋跡
- 金鑵城跡（金鑵城遺跡広場）
- 河合城跡
- 河合館跡
- 河合西廃寺跡
- 河合廃寺跡
- 小堀城跡
- 広渡廃寺跡（国史跡広渡廃寺跡歴史公園）
- 浄土寺（新西国三十三箇所観音霊場）
- 近津神社
- 堀井城跡（堀井城跡ふれあい公園）
- 萬福寺

## 周辺施設
- おの桜づつみ回廊
- 小野子午線公園
- 小野市立河合小学校
- 小野市立河合中学校
- 鴨池公園
- 河合運動広場
- かわい快適の森
- 共進牧場
- 鍬渓温泉
- 白雲谷温泉ゆぴか
- ひまわりの丘公園
- 平池公園
- ホテルルートイン小野

## 周辺道路
- 国道175号